# 扎里亞賓卡
50°13′24″N 35°33′9″E / 50.22333°N 35.55250°E
扎里亞賓卡（烏克蘭語：Зарябинка）是位於烏克蘭東部的村莊，由哈爾科夫州博霍杜希夫區的博霍杜希夫市鎮負責管轄。該村處於里亞比納河畔，始建於1798年，面積6.03平方公里，海拔高度170米。